# Léo Pelé
Leonardo Pinheiro da Conceição, genannt Léo Pelé (* 6. März 1996 in Rio de Janeiro), ist ein brasilianischer Fußballspieler. Der Linksfuß läuft vorwiegend als linker Verteidiger auf.

## Karriere
Léo Pelé begann seine Laufbahn bei Fluminense FC. Bereits 2013 stand er dort einige Male im Kader der ersten Mannschaft, kam aber noch nicht zum Einsatz. In der Saison 2015 bestritt er acht Spiele in der ersten Mannschaft. Zwei davon in der Copa do Brasil und sechs in der Série A. In allen Spielen lief er von Beginn an auf. Sein erstes Spiel als Profi absolvierte Léo Pelé am 13. September 2015 gegen Sport Recife in der Série A 2015. Am 17. Februar 2016 verlängerte er seinen Vertrag mit dem Klub bis Ende 2019.
Anfang Mai 2016 wurde Léo Pelé an den Londrina EC für die Série B 2016 ausgeliehen. Nachdem Léo Pelé in der Saison 2017 für FLU regelmäßig zu Einsätzen gekommen war, wurde er für die Saison 2018 wieder ausgeliehen. Seine nächste Station war der EC Bahia. Zur Saison 2019 verkaufte FLU den Spieler an den FC São Paulo. Der Kontrakt erhielt eine Laufzeit bis Dezember 2022. Sein erstes Spiel für São Paulo bestritt Léo Pelé in der Staatsmeisterschaft von São Paulo am 3. Februar 2019 Zuhause gegen den EC São Bento. Insgesamt bestritt er in dem Wettbewerb neun Spiele. Im Copa do Brasil 2019 kam er im Achtelfinale Hinspiel am 22. Mai gegen den EC Bahia über 90 Minuten zum Einsatz. In der Série A stand Léo Pelé das erste Mal am 21. August, dem 13. Spieltag der Série A 2019, auf dem Platz. Danach folgten noch vier weitere Spiele, insgesamt drei in der Startelf und zwei von der Bank. Bei dem Klub blieb er bis Jahresende 2022, dann erfolgte ein Wechsel zum CR Vasco da Gama, welcher in der Série B 2022 einen Aufstiegsplatz belegte und für die Série A 2023 eine Konkurrent darstellte.
Nach zwei Jahren in Rio de Janeiro verließ Léo Pelé den Klub, um zu Athletico Paranaense zu wechseln. Der Kontrakt erhielt eine Laufzeit bis Jahresende 2025. Die Ablösesumme betrug zwei Millionen Dollar.

## Erfolge
Fluminense
- Campeonato Brasileiro Sub-20: 2015
- Primeira Liga do Brasil: 2016

Bahia
- Staatsmeisterschaft von Bahia: 2018

São Paulo
- Staatsmeisterschaft von São Paulo: 2021